# Sigfrid Henrici
Sigfrid Henrici (10 de mayo de 1889 - 8 de noviembre de 1964) fue un general alemán durante la II Guerra Mundial.
Durante la invasión de Polonia en 1939, Henrici era comandante de la 16.ª División de Infantería (motorizada).
Comandó el XXXX Cuerpo Panzer desde 1942 hasta octubre de 1943, cuando fue gravemente herido en Ucrania. Retornó al servicio en 1944 y pasó a ser nuevamente comandante del XXXX Cuerpo Panzer, que dirigió hasta el fin de la guerra.
Fue hecho prisionero por el Ejército Rojo el 9 de mayo de 1945 y fue liberado del cautiverio soviético en 1955. Murió el 8 de noviembre de 1964.

## Condecoraciones
- Cruz de Hierro (1914) 2ª Clase (14 de septiembre de 1914) & 1ª Clase (24 de diciembre de 1915)[1]
- Broche de la Cruz de Hierro (1939) 2ª Clase (20 de septiembre de 1939) & 1ª Clase (20 de mayo de 1940)[1]
- Cruz Alemana en Oro el 13 de agosto de 1943 como General der Panzertruppe y comandante general del XXXX. Panzerkorps[2]
- Cruz de Caballero de la Cruz de Hierro con Hojas de Roble
  - Cruz de Caballero el 13 de octubre de 1941 como Generalleutnant y comandante de la 16. Infanterie-Division (motorizada)
  - Hojas de Roble el 9 de diciembre de 1943 como General der Panzertruppe y comandante del XL. Panzerkorps